# Walter Avarelli
Walter Avarelli (ur. 3 czerwca 1912 w Rzymie, zm. 1987 tamże) – włoski brydżysta z tytułem World Grand Master, absolwent politologi i prawa. 
W latach 1956–1972 grał w słynnym Blue Teamie. Dziewięć razy zdobył tytuł Mistrza Świata (na Bermuda Bowl) i trzy razy tytuł Mistrza Olimpijskiego (na Olimpiadach brydżowych).
W brydża zaczął grać w 1938 roku. Jego ulubionym i długotrwałym partnerem brydżowym był Giorgio Belladonna.
Grając razem stosowali system licytacyjny Rzymski Trefl. 
Poza brydżem interesował się tenisem, jazdą konną i samochodami.

## Dokonania brydżowe
Walter Avarelli grając w drużynie Blue Team zdobył:
- 3 tytuły Mistrza Olimpijskiego na Olimpiadach brydżowych w latach: 1964, 1968, 1972.
- 9 tytułów Mistrza Świata na Bermuda Bowl w latach: 1957, 1958, 1959, 1961, 1962, 1965, 1966, 1967, 1969.
- 4 tytuły Mistrza Europy w latach: 1956, 1957, 1958, 1959[2].

## Publikacje
- Il sistema Fiori romano, Giorgio Belladonna i Walter Avarelli (1958) 163 str.; Wydanie II (Ars Nova, 1964) 222 str.; Wydanie III (Bridge d'oggi, 1969) 181 str.
- The Roman Club System of Distributional Bidding, Giorgio Belladonna i Walter Avarelli (Simon & Schuster, 1959) 162 str.